# Asperula beckiana
Asperula beckiana ist eine Pflanzenart in der Familie der Rötegewächse (Rubiaceae). Sie ist in den westlichen Bergen des ehemaligen Jugoslawien beheimatet.

## Beschreibung

### Erscheinungsbild und Blatt
Asperula beckiana wächst als mehr oder weniger rasenbildende, ausdauernde krautige Pflanze, die Wuchshöhen von 7 bis 20 (selten 5 bis 30) Zentimeter erreicht. Sie besitzt Pfahlwurzeln. Die nicht blühenden Pflanzen sind grün gefärbt. Die schwachen Stängel sind vierkantig und kahl sowie durchgehend von krautiger Beschaffenheit. Die Internodien sind im unteren Stängelbereich sehr kurz; die Blattabstände im mittleren Bereich sind kürzer als oder bis zu doppelt so lang wie die Laubblätter.
Die gegenständigen Laubblätter bilden zusammen mit den gleich aussehenden Nebenblättern vierblättrige Wirtel. Die in dichten Büscheln stehenden basalen Laubblätter besitzen einfache, eiförmige bis verkehrt-eiförmige und kaum glänzende Blattspreiten. Die einfachen, bei einer Länge von 8 bis 22 Millimeter und einer Breite von 0,8 bis 2 Millimeter verkehrt-lanzettlichen bis linealischen Blattspreiten der Stängelblätter sind entweder kahl oder warzenförmig kurz behaart. Die Blattspitze ist hyalin gestaltet. Der Spreitenrand ist eben oder nur leicht nach unten eingerollt. Die Blattaderung ist durch eine normalerweise bis nicht ganz zu drei Viertel der Spreite reichende Mittelrippe gekennzeichnet.

### Blütenstand, Blüte und Frucht
Die sitzenden oder auf bis zu 2 Millimeter langen Blütenstandsschäften stehenden und lockeren, schirmförmigen Teilblütenstände stehen in den Achseln breit lanzettlicher und mehr oder weniger freier Tragblätter.
Die zwittrigen Blüten sind radiärsymmetrisch und vierzählig. Der Kelch ist entweder fehlend oder reduziert. Die vier rosafarbenen Kronblätter bilden die stielteller- bis schmal trichterförmige, außen kahle und glatte Krone mit einer Länge von 3 bis 4 (selten bis 4,5) Millimeter. Die Kronröhre ist etwa ein- bis eineinhalbmal so lang wie die Kronzipfel. Es ist nur ein Kreis mit vier Staubblättern vorhanden. Die Staubblätter überragen die Krone nicht. Zwei Fruchtblätter sind zu einem unterständigen, zweikammerigen, eiförmigen und papillösen Fruchtknoten verwachsen, wobei jede Fruchtknotenkammer nur eine Samenanlage enthält. Der zweigeteilte Griffel überragt mit der Narbe die Krone nicht.
Asperula beckiana bildet trockene, eiförmige und papillöse, sich in zwei Teilfrüchte aufspaltende Zerfallsfrüchte von 1,5 bis 2 Millimeter Größe aus.

## Chromosomenzahl
Die Chromosomenzahl beträgt 2n = 20.

## Verwechslungsmöglichkeit
Asperula beckiana ist verkahlenden Varietäten von Asperula wettsteinii, die sich durch eine längere Kronröhre unterscheiden, sehr ähnlich.

## Vorkommen
Asperula beckiana ist in den westlichen Bergen des ehemaligen Jugoslawien wie in Kroatien verbreitet. Sie besiedelt kahle und kalkhaltige Böden in der subalpinen Vegetationsstufe.

## Systematik
Die Erstbeschreibung von Asperula beckiana erfolgte 1908 durch Árpád von Degen in Magyar Botanikai Lapok, Band VII, Seite 105.
Asperula beckiana gehört zur Sektion Cynanchicae innerhalb der Gattung Asperula. Sie bildet dort zusammen mit möglicherweise verwandten Arten mit disjunktem Areal (die Gebirgsregionen besiedelnden Asperula neglecta, Asperula neilreichii, Asperula rupicola und Asperula pyrenaica) die „Asperula pyrenaica-Gruppe“.